# Zamia amazonum
Zamia amazonum — вид голонасінних рослин класу Саговникоподібні (Cycadopsida).
Етимологія: видовий епітет стосується поширення цього виду у всьому верхньому басейні Амазонки.

## Опис
Стовбур підземний, 3–8 см в діаметрі. Листків 2–6, вони 0.5–2.5 м завдовжки, овально-еліптичні; черешок 0.5–1 м, з від маленьких до широких, розгалужених колючок; хребет завдовжки 0,5–1 м, з 6–12 майже суміжними парами листових фрагментів, озброєних шипами в нижній третині. Листові фрагменти від довгасто-ланцетних до ланцетних, загострені на вершині, зубчасті у верхній половині, завдовжки 15–20 см, завширшки 2–4 см. Пилкові шишки 2–6, циліндричні, коричневі, завдовжки 6–10 см, 1–2 см в діаметрі; плодоніжка завдовжки 8–15 см. Насіннєві шишки, як правило, поодинокі, темно-червоно-коричневі, завдовжки 10–15 см, 3–5 см в діаметрі; плодоніжка завдовжки 5–8 см. Насіння з червоним зовнішнім м'ясистим шаром, яйцевиді, завдовжки 1 см, 0,5 см в діаметрі.

## Поширення, екологія
Країни зростання: Бразилія (Амазонія); Колумбія (материк); Еквадор (материк); Перу; Венесуела (материк). Цей вид поширений в дощовому лісі низовини верхньої Амазонки в Бразилії. Рослини часто зустрічаються поблизу дренажу чорної води і білого піску — районах з ґрунтами дуже низької родючості.